# Палац Потоцьких (Дашів)

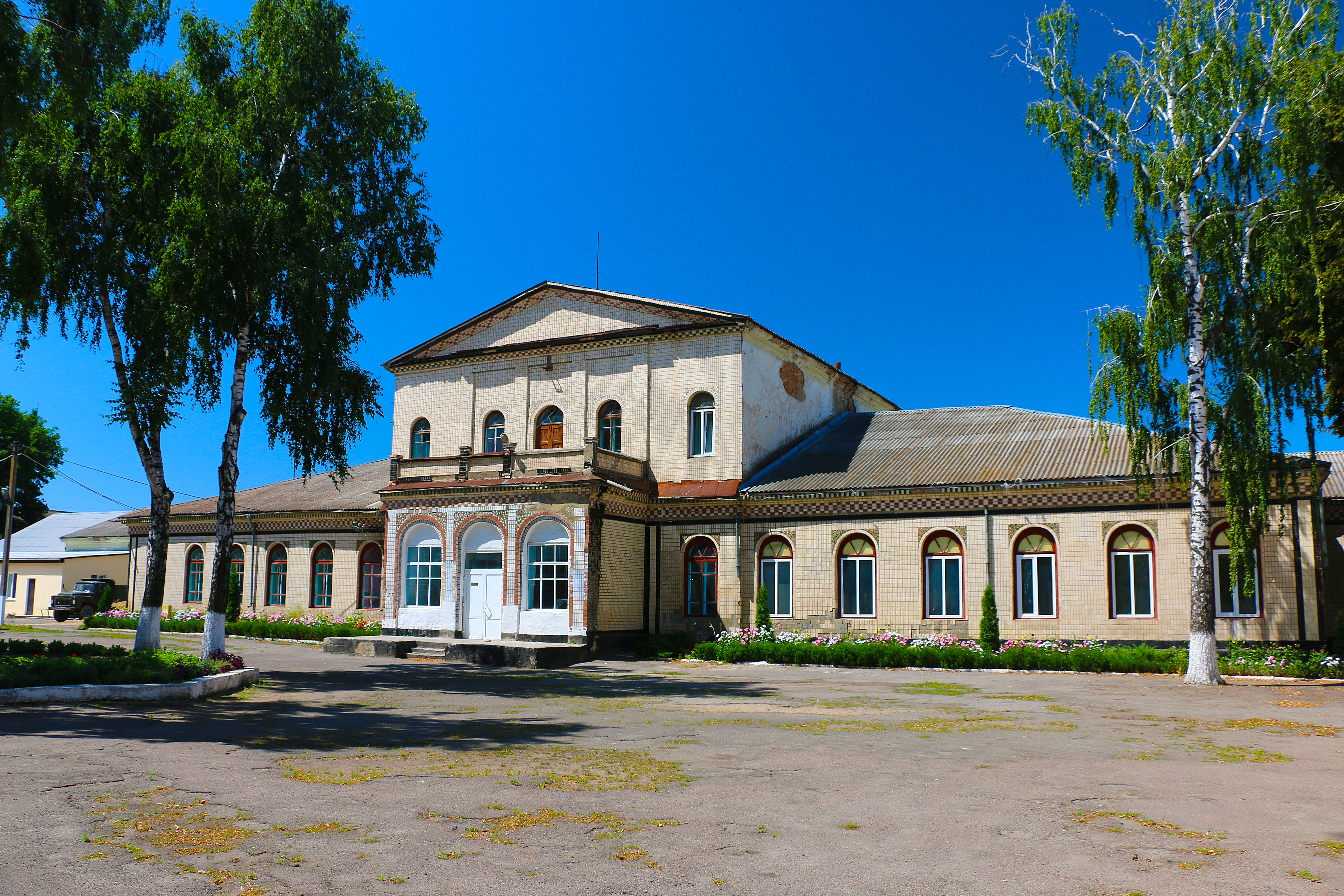
Вид спереду

Палац Потоцьких — палац у містечку Дашів, збудований в XIX ст. Йосипом Вінцентієм Платером і відбудований після пожежі (1831 р.) в 1850 р. Влодзімежом Потоцьким.

## Історія
Дашів — давнє поселення на Поділлі у землі Брацлавській. Через Дашів пливе річка Соб. Дашів здавна належав родині Короваїв Селецьких (з Сільця). У 1558 році Остафій Коровай продав Дашів кременецькому старості князю Івану (Янушу) Збаразькому. Після вигасання роду князів Збаразьких Дашів перейшов до князів Острозьких. Під час козацьких воєн у Дашеві розташована була козацька сотня, сотником якої був Грицько Сурмач. У дашівських лісах переховувались гайдамаки. Дашів купив Станіслав Щенсний Потоцький, після його смерті поселення належало його сину — Влодзімежу Потоцькому, а пізніше його внуку, також Влодзімежу.